# Maximiliano Pellegrino
Maximiliano Pellegrino (Leones, 26 gennaio 1980) è un ex calciatore argentino di ruolo difensore.

## Biografia
È il fratello minore di Mauricio Pellegrino, anche lui calciatore ed oggi allenatore.

## Carriera
Pellegrino esordisce tra le file del Vélez Sársfield nel 1999. Nella sua prima stagione disputa 11 partite nel campionato argentino.
Rimarrà nella squadra di Liniers per otto stagioni, conquistando anche la fascia di capitano e il Torneo Clausura nel 2005.
Il 31 agosto 2007 lascia il suo Paese natale per approdare in Europa e firma un contratto con l'Atalanta, che nella stagione successiva decide di acquistarlo a titolo definitivo.
Il 24 giugno 2010 viene ceduto in prestito al Cesena, dopo la retrocessione del club bergamasco.
Esordisce con la maglia cesenate il 28 agosto 2010 allo stadio Olimpico contro la Roma (0-0). Con la squadra romagnola disputa 31 partite (30 in campionato e 1 in Coppa Italia), molte delle quali da titolare.
Scaduti i termini del prestito al Cesena e scaduto anche il contratto che lo lega all'Atalanta, il 21 luglio 2011 il calciatore trova l'accordo con il Colón, e si accasa così al club argentino. Il suo esordio con la squadra di Santa Fe risale al 23 agosto 2011 contro il Club Olimpo, subentrando nella ripresa al compagno Bastia.

## Statistiche

### Presenze e reti nei club
Statistiche aggiornate al 2 luglio 2012.
| Stagione        | Squadra         | Campionato      | Campionato | Campionato | Coppe nazionali | Coppe nazionali | Coppe nazionali | Coppe continentali | Coppe continentali | Coppe continentali | Altre coppe | Altre coppe | Altre coppe | Totale | Totale |
| Stagione        | Squadra         | Comp            | Pres       | Reti       | Comp            | Pres            | Reti            | Comp               | Pres               | Reti               | Comp        | Pres        | Reti        | Pres   | Reti   |
| --------------- | --------------- | --------------- | ---------- | ---------- | --------------- | --------------- | --------------- | ------------------ | ------------------ | ------------------ | ----------- | ----------- | ----------- | ------ | ------ |
| 1999-2000       | Vélez Sársfield | PD              | 11         | 0          | -               | -               | -               | CMS                | 1                  | 0                  | -           | -           | -           | 11     | 0      |
| 2000-2001       | Vélez Sársfield | PD              | 10         | 1          | -               | -               | -               | CL                 | 0                  | 0                  | -           | -           | -           | 10     | 1      |
| 2001-2002       | Vélez Sársfield | PD              | 1          | 0          | -               | -               | -               | CL                 | ?                  | ?                  | -           | -           | -           | ?      | ?      |
| 2002-2003       | Vélez Sársfield | PD              | 22         | 1          | -               | -               | -               | -                  | -                  | -                  | -           | -           | -           | 22     | 1      |
| 2003-2004       | Vélez Sársfield | PD              | 30         | 2          | -               | -               | -               | CS+CL              | ?+0                | ?+0                | -           | -           | -           | ?      | ?      |
| 2004-2005       | Vélez Sársfield | PD              | 37         | 2          | -               | -               | -               | -                  | -                  | -                  | -           | -           | -           | 37     | 2      |
| 2005-2006       | Vélez Sársfield | PD              | 16         | 0          | -               | -               | -               | CS+CL              | ?+?                | ?+?                | -           | -           | -           | ?      | ?      |
| 2006-2007       | Vélez Sársfield | PD              | 30         | 3          | -               | -               | -               | CS+CL              | ?+?                | ?+?                | -           | -           | -           | ?      | ?      |
| Totale Vélez    | Totale Vélez    | Totale Vélez    | 157        | 9          |                 | -               | -               |                    | 28                 | 2                  |             | -           | -           | 185    | 11     |
| ago. 2007-2008  | Atalanta        | A               | 26         | 1          | CI              | 0               | 0               | -                  | -                  | -                  | -           | -           | -           | 26     | 1      |
| 2008-2009       | Atalanta        | A               | 13         | 1          | CI              | 1               | 0               | -                  | -                  | -                  | -           | -           | -           | 14     | 1      |
| 2009-2010       | Atalanta        | A               | 6          | 0          | CI              | 1               | 0               | -                  | -                  | -                  | -           | -           | -           | 7      | 0      |
| Totale Atalanta | Totale Atalanta | Totale Atalanta | 45         | 2          |                 | 2               | 0               |                    | -                  | -                  |             | -           | -           | 47     | 2      |
| 2010-2011       | Cesena          | A               | 30         | 0          | CI              | 1               | 0               | -                  | -                  | -                  | -           | -           | -           | 31     | 0      |
| 2011-2012       | Colón           | PD              | 33         | 1          | -               | -               | -               | -                  | -                  | -                  | -           | -           | -           | 33     | 1      |
| Totale carriera | Totale carriera | Totale carriera | 265        | 12         |                 | 3               | 0               |                    | 28                 | 2                  |             | -           | -           | 296    | 14     |

## Palmarès

### Club

#### Competizioni nazionali
- Campionato argentino: 1

Vélez Sársfield: Clausura 2005